# Municipio de Temascaltepec
El municipio de Temascaltepec es uno de los 125 municipios del Estado de México, ubicado en el área sur de dicha entidad federativa mexicana. Está compuesto de comunidades rurales y tiene una superficie de 546,79 km² siendo el séptimo municipio más grande del estado colindando con ocho municipios. Al este colinda con Zinacantepec y con  Coatepec Harinas; al norte con Valle de Bravo y con Amanalco de Becerra; al sur con Tejupilco, San Simón de Guerrero y Texcaltitlán; finalmente al oeste colinda con Zacazonapan. Según el censo de 2020 tiene una población total de 35,014 habitantes.
Fue declarado Pueblo con Encanto por el Gobierno del Estado de México, el día 14 de noviembre del 2008.Su cabecera es la localidad de Temascaltepec de Gonzales.

## Toponimia
El nombre del municipio proviene del náhuatl "temazcalli" (recinto para baño de vapor) y "tepec" (cerro donde hay, compuesto de "tépetl": cerro y "-c", posposición locativa) lo que significa "cerro donde hay baños de vapor".

## Política y Gobierno
| Presidente municipal         | Periodo   |
| ---------------------------- | --------- |
| Darío Basurto González       | 2000-2003 |
| Sergio Rubí González         | 2003-2006 |
| Noe Barrueta Barrón          | 2006-2009 |
| Hugo Ernesto Jaramillo Colin | 2009-2012 |
| José Alejandro Galicia Nuñez | 2013-2015 |
| Noé Barrueta Barrón          | 2016-2018 |
| Erik Ramírez Hernández       | 2019-2021 |
| Carlos González Berra        | 2022-2024 |